# Ospedale dei Santi Filippo e Jacopo
L'ospedale dei Santi Filippo e Jacopo era un edificio di Firenze, situato tra via Tripoli 23, 25, 27, 29, via delle Casine e il lungarno della Zecca Vecchia 26, 28, 30, e oggi occupato da un albergo.

## Storia
L'ospedale dei Santi Filippo e Jacopo del Ceppo (o spedale della Torricella), già documentato nei primi del Quattrocento, era retto dalla Compagnia di San Niccolò. Nella prima metà del Cinquecento vi si trasferirono le monache di San Miniato (istituite nel 1414 e residenti nello scomparso monastero di Santa Maria "al Monte" o "a Mezza Costa" ai piedi dell'abbazia di San Miniato, distrutto per l'assedio di Firenze), ma vi restarono solo fino all'alluvione del 1557, che devastò la zona. Scrisse la badessa: "Ricordo come l'anno 1557 noi monache abitavamo al Ceppo nel Corso de' Tintori in Firenze e per una piena grandissima ch'Arno messe, che fu adì 13 di settembre di detto anno, e il dì 14 seguente venimmo tutte, eccetto suor Zenobia de' Panciatici, che affogò, in casa e fratelli di madonna del Tovaglia: abitavamo in via de' Ginori. Eramo 33 fra monache sacrate, novizie e servigiale, con due fanciulle accettate."
Sfollate, lasciarono ospedale e convento ai frati della Certosa di Firenze e presero il monastero del Ceppo in via San Gallo, accanto all'ospedale Bonifacio. Nel 1551, Cosimo I aveva nel frattempo unito l'ospedale del Ceppo a quello di San Sebastiano dei Bini in via Romana, e vi furono raccolte le "Povere fanciulle abbandonate di Maria Vergine" su iniziativa della granduchessa Eleonora di Toledo. Si trattava di ragazze povere che gravitavano nella zona di Santa Croce e che qui potevano ricevere ospitalità e assistenza, seguendo una vita religiosa, che presto divennero un vero e proprio monastero femminile.
Nel 1750 il monastero fu soppresso, e i beni incamerati dall'arcispedale di Santa Maria Nuova. Nel 1754, dopo lavori di ristrutturazione, vi vennero trasferiti i malati di mente dell'ospedale di Santa Dorotea e della "Pazzeria" di Santa Maria Nuova. Nel 1788 i malati vennero infine trasferiti all'ospedale Bonifacio.

## Descrizione
"La costruzione è articolata con un motivo centrale d'ordine dorico su cui poggia un terrazzo, in spazi marcatamente orizzontali suddivisi poi, in senso verticale, in cinque settori da lesene bozzate che includono tre gruppi di aperture. La facciata è poi definita da una gronda alla romana con grosse mensole. La facciata tergale su via Tripoli ripete, in forme più semplici, gli elementi architettonici di gusto tardo manieristico e neorinascimentale toscano, con impostazione nettamente orizzontale" (Patrizia Pietrogrande).
Nella fascia sottogronda sono presenti ampie specchiature dipinte con elementi fitomorfi. L'aspetto attuale non differisce da quello documentato dalla fotografia Alinari, non fosse per la realizzazione nel Novecento di un piccolo corpo di fabbrica dal lato del giardino che guarda su via delle Casine (quest'ultimo tratto fu aperto attorno al 1880).

## Palazzo Parenti

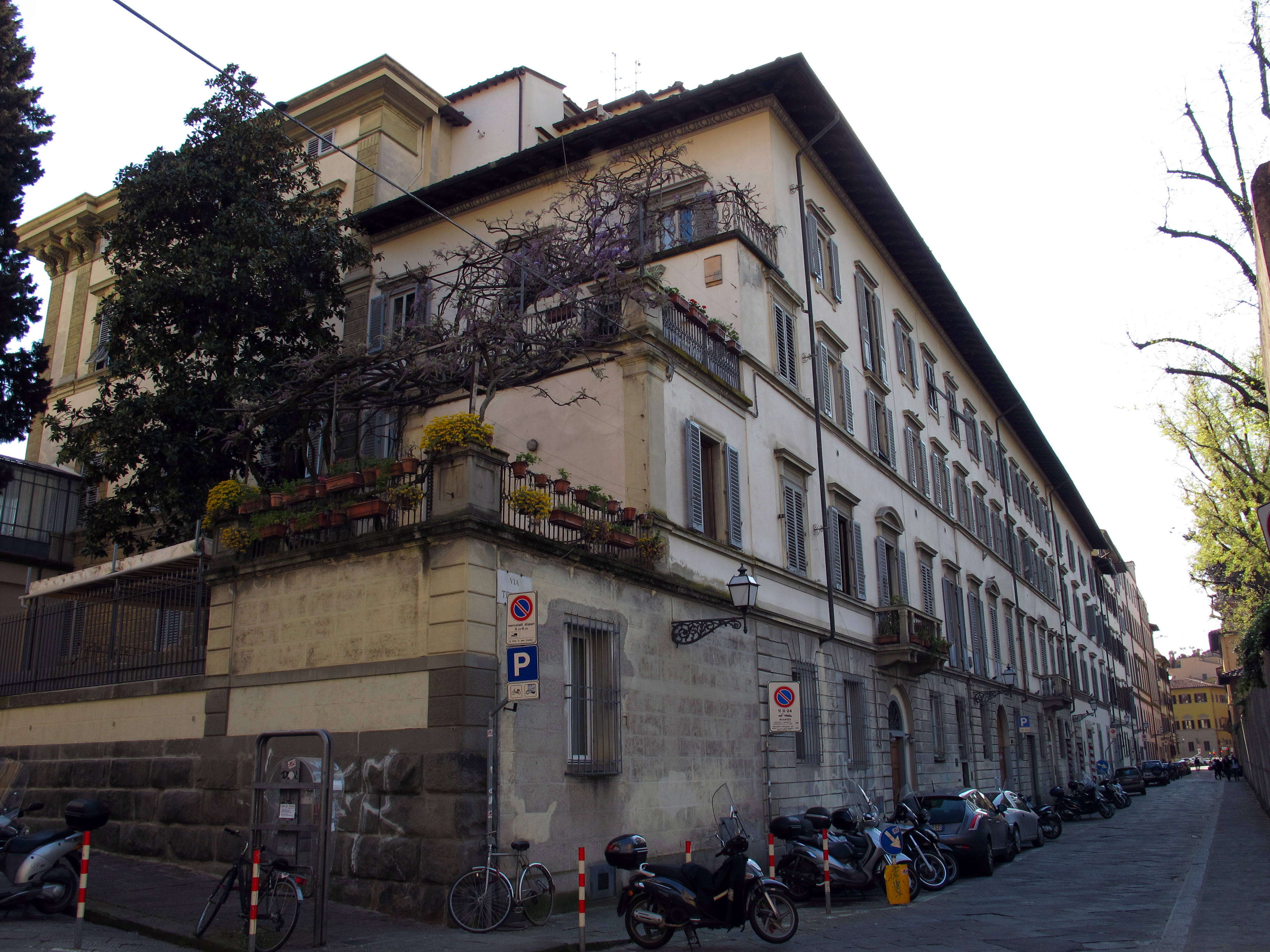
Ex-ospedale dei Santi Filippo e Jacopo in via Tripoli

L'attuale costruzione risale agli anni settanta dell'Ottocento (comunque posteriore al 1867 quando venne deliberata la sistemazione del nuovo lungarno Torricella, poi della Zecca) ed è riconducibile all'attività dell'ingegnere Nemes Martelli, indicato in calce a una fotografia Alinari della fine di quel secolo che riproduce l'ampio prospetto dell'edificio identificandolo con la denominazione di palazzo Parenti. Il rifacimento avvenne sostanzialmente attraverso la radicale ricostruzione degli interni e la sovrapposizione della nuova facciata alla vecchia, il tutto adeguandosi al linguaggio neorinascimentale allora imperante.

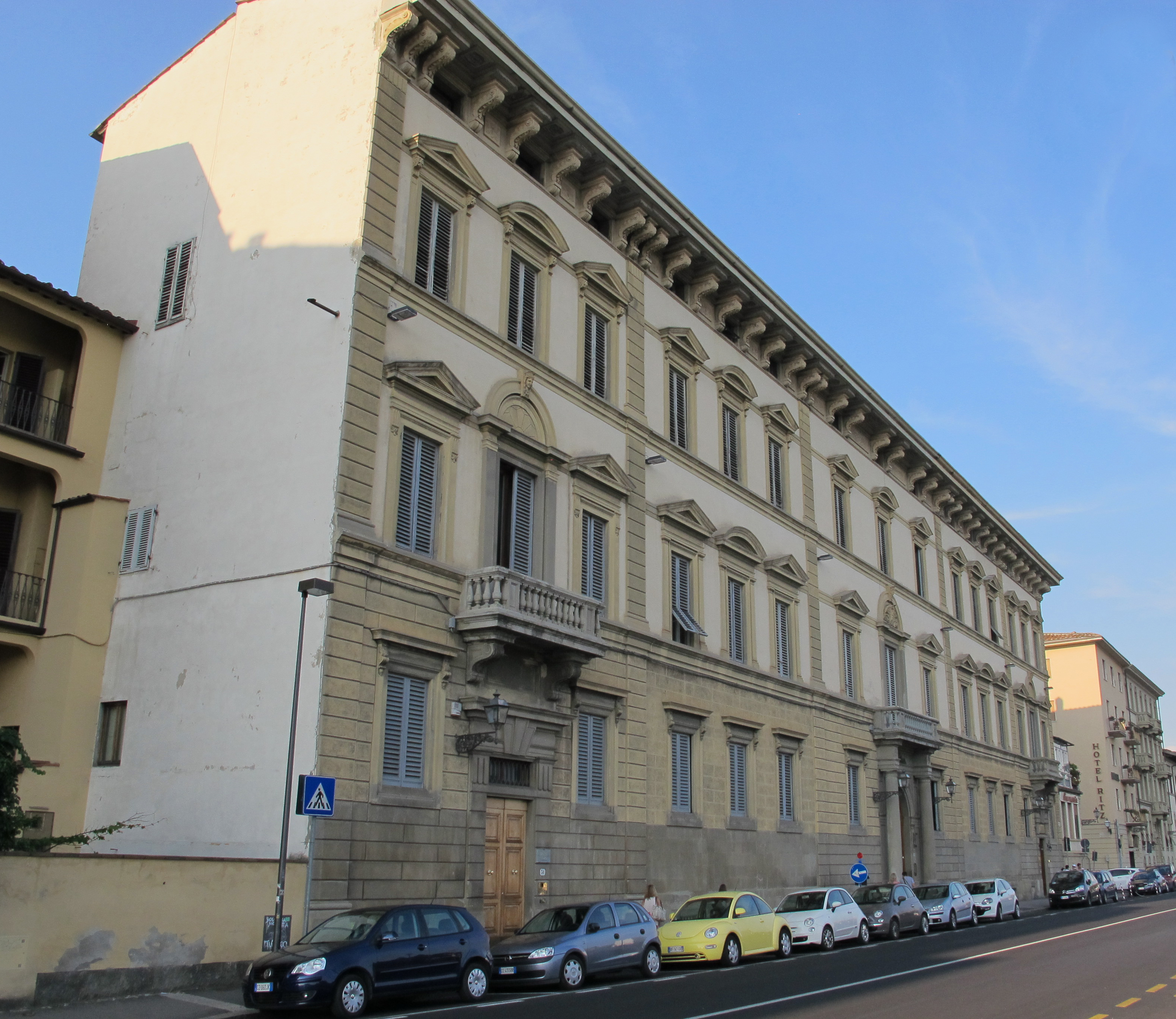
Lato sul lungarno

Divenuto sede dell'Hotel Paoli (come pensione Paoli è ricordato nella fotografia prima citata e come albergo Paoli nell'Illustratore fiorentino del 1911), fu nel 1883 residenza di Mary of Teck (futura consorte del re e imperatore Giorgio V d'Inghilterra) che, assieme alla famiglia, occupò per circa sei mesi l'intero primo piano del palazzo.
Nel 1921 l'immobile fu trasformato in civile abitazione. L'intera proprietà fu restaurata tra il 1970 e il 1971 su progetto dell'architetto Giorgio Di Battista, con integrazione degli elementi in pietra artificiale lacunosi e sostituzione delle lastre deteriorate dello zoccolo in pietra serena (intervento premiato dalla Fondazione Giulio Marchi nel 1972).